# Шастово (Курганская область)
Шастово — село в Варгашинском районе Курганской области. Административный центр Шастовского сельсовета.

## История
До 1917 года входило в состав Шмаковской волости Курганского уезда Тобольской губернии. По данным на 1926 год состояло из 108 хозяйств. В административном отношении являлось центром Шастовского сельсовета Марайского района Курганского округа Уральской области.

## Население
| 1912 | 1926 | 1989 | 2002 | 2010 |
| ---- | ---- | ---- | ---- | ---- |
| 386  | ↗475 | ↘253 | ↗273 | ↘261 |

По данным переписи 1926 года в селе проживало 475 человек (189 мужчин и 286 женщин), в том числе: русские составляли 99 % населения.